# 90 millas (álbum)
90 millas es el título del 11° álbum de estudio en solitario y cuarto realizado en español grabado por la cantautora cubano-estadounidense Gloria Estefan. Fue lanzado al mercado bajo el sello discográfico Sony BMG Norte en España y a nivel mundial el 17 de septiembre de 2007 y en los Estados Unidos el 18 de septiembre de 2007. Es su cuarto álbum en este idioma después de Mi tierra (1993), Abriendo puertas (1995) y Alma caribeña (2000). Todo el material original, contiene una selección de varios ritmos cubanos mezclados con pop contemporáneo latinoamericano. El álbum fue producido por su esposo y compatriota Emilio Estefan, Jr. y coproducido por los músicos panameños Gaitán Bros, José Juan Maldonado y compuesto por Emilio Estefan, Gloria Estefan, Ricardo Gaitán y Alberto Gaitán.
El álbum fue #25 en el Billboard 200 y se convirtió en el tercer número uno en el Top Latin Albums de Billboard. También fue galardonado con premios, incluyendo dos premios Grammy Latino por "Mejor Álbum Tropical Tradicional" y "Mejor Canción Tropical" (por "Píntame De colores"). El álbum también recibió dos Premios Billboard y fue galardonado con el icono de índice de masa corporal del Año.
Tres sencillos fueron lanzados del álbum, "I Wish You" y "Píntame de colores" ser promocional de solo individuales en las estaciones de radio de América. "No llores" se convirtió en 14a número uno de Estefan en la tabla de Billboard Latin Songs. Fue seguido por "Me odio", que llegó al puesto n.º 40 Latin Top y, finalmente, "Píntame de colores", canción que ganó el premio Grammy Latino como "Mejor Canción Tropical" en el año 2008. El álbum ha vendido más de  7 millones de copias en todo el mundo.

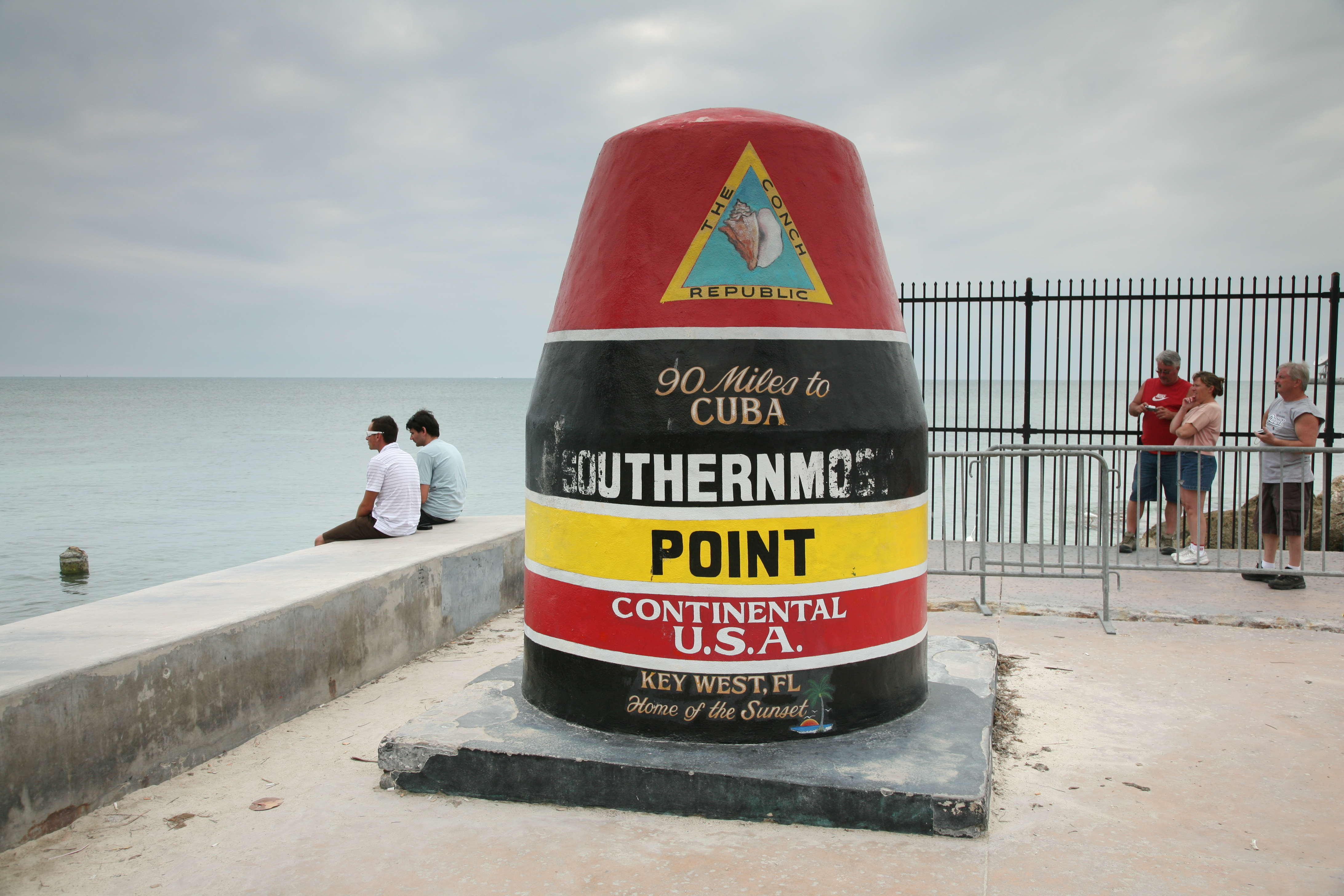
Key West, Florida.

## Lista de canciones
| 90 millas |                                                                       |                                                                                       |                                                                      |          |  |
| N.º       | Título                                                                | Escritor(es)                                                                          | Productor(es)                                                        | Duración |  |
| 1.        | «Me odio»                                                             | Gloria M. Estefan · Emilio Estefan Jr. · Ricardo Gaitán · Alberto Gaitán              | Emilio Estefan Jr. · Ricardo Gaitán · Alberto Gaitán (Gaitán Bros)   | 3:18     |  |
| 2.        | «No llores» (featuring Carlos Santana · José Feliciano and Sheila E.) | Gloria M. Estefan · Emilio Estefan Jr. · Ricardo Gaitán · Alberto Gaitán              | Emilio Estefan Jr. · Ricardo Gaitán · Alberto Gaitán (Gaitán Bros)   | 4:12     |  |
| 3.        | «Lo nuestro»                                                          | Gloria M. Estefan · Emilio Estefan Jr. · Ricardo Gaitán · Alberto Gaitán · Sal Cuevas | Emilio Estefan Jr. · Ricardo Gaitán · Alberto Gaitán (Gaitán Bros)   | 4:15     |  |
| 4.        | «Píntame De colores»                                                  | Gloria M. Estefan · Emilio Estefan Jr. · Ricardo Gaitán · Alberto Gaitán              | Emilio Estefan Jr. · Ricardo Gaitán · Alberto Gaitán (Gaitán Bros)   | 3:34     |  |
| 5.        | «Caridad»                                                             | Gloria M. Estefan · Emilio Estefan Jr. · Ricardo Gaitán · Alberto Gaitán              | Emilio Estefan Jr. · · Ricardo Gaitán · Alberto Gaitán (Gaitán Bros) | 3:23     |  |
| 6.        | «Yo no cambiaría»                                                     | Gloria M. Estefan · Emilio Estefan Jr. · Ricardo Gaitán · Alberto Gaitán              | Emilio Estefan Jr. · Ricardo Gaitán · Alberto Gaitán (Gaitán Bros)   | 3:43     |  |
| 7.        | «Bésame»                                                              | Emilio Estefan Jr. · Ricardo Gaitan · Alberto Gaitan                                  | Emilio Estefan Jr. · Ricardo Gaitán · Alberto Gaitán (Gaitán Bros)   | 3:54     |  |
| 8.        | «Refranes»                                                            | Emilio Estefan Jr. · Ricardo Gaitan · Alberto Gaitan                                  | Emilio Estefan Jr. · Ricardo Gaitán · Alberto Gaitán (Gaitán Bros)   | 3:00     |  |
| 9.        | «A bailar»                                                            | Gloria M. Estefan · Emilio Estefan Jr. · Ricardo Gaitán · Alberto Gaitán · Sal Cuevas | Emilio Estefan Jr. · Ricardo Gaitán · Alberto Gaitán (Gaitán Bros)   | 3:44     |  |
| 10.       | «Esta fiesta no va' acabar»                                           | Gloria M. Estefan · Emilio Estefan Jr. · Ricardo Gaitán · Alberto Gaitán              | Emilio Estefan Jr. · Ricardo Gaitán · Alberto Gaitán (Gaitán Bros)   | 3:52     |  |
| 11.       | «Volveré»                                                             | Gloria M. Estefan                                                                     | Emilio Estefan Jr. · Ricardo Gaitán · Alberto Gaitán (Gaitán Bros)   | 3:48     |  |
| 12.       | «Esperando (Cuando Cuba Sea Libre)»                                   | Gloria M. Estefan · Emilio Estefan Jr. · Ricardo Gaitán, Alberto Gaitán, Sal Cuevas   | Emilio Estefan Jr. · Ricardo Gaitán · Alberto Gaitán (Gaitán Bros)   | 4:42     |  |
| 13.       | «Morenita»                                                            | Emilio Estefan Jr. · Ricardo Gaitán · DROP DEAD Beats                                 | Emilio Estefan Jr. · Ricardo Gaitán · DROP DEAD Beats                | 4:15     |  |
| 14.       | «90 millas» (featuring La India)                                      | Emilio Estefan Jr. · Ricardo Gaitán · Alberto Gaitán                                  | Emilio Estefan Jr. · Ricardo Gaitán · Alberto Gaitán (Gaitán Bros)   | 4:42     |  |

| Estados Unidos y Europa (Edición Deluxe Bonus Tracks) |                                                          | |                                                                   |          |  |
| N.º                                                   | Título                                                   | Escritor(es)                                                                                                   | Productor(es)                                                     | Duración |  |
| 15.                                                   | «Vueltas da la vida»                                     | Emilio Estefan Jr. · Ricardo Gaitán · Alberto Gaitán                                                           | Emilio Estefan Jr., Ricardo Gaitán · Alberto Gaitán (Gaitán Bros) | 3:38     |  |
| 16.                                                   | «No llores (Reggaeton Remix)» (featuring Wisin & Yandel) | Gloria M. Estefan · Emilio Estefan Jr. · Ricardo Gaitán · Alberto Gaitán · Juan Luis Morera · Llandel Veguilla | Juan Luis Morera · Llandel Veguilla · Víctor Martínez             | 3:59     |  |

| iTunes Bonus Tracks |                                               |                                                                          |                                                                    |          |  |
| N.º                 | Título                                        | Escritor(es)                                                             | Productor(es)                                                      | Duración |  |
| 15.                 | «No llores (Hip Hop Remix featuring Pitbull)» | Gloria M. Estefan · Emilio Estefan Jr. · Ricardo Gaitán · Alberto Gaitán | Emilio Estefan Jr. · Ricardo Gaitán · Alberto Gaitán (Gaitán Bros) | 3:53     |  |
| 16.                 | «Me odio (Salsa Remix)»                       | Gloria M. Estefan · Emilio Estefan Jr. · Ricardo Gaitán · Alberto Gaitán | Emilio Estefan Jr. · Ricardo Gaitán · Alberto Gaitán (Gaitán Bros) | 2:56     |  |

| Japón Bonus Tracks |                      |                                                      |                                                      |          |  |
| N.º                | Título               | Escritor(es)                                         | Productor(es)                                        | Duración |  |
| 15.                | «Al verte partir»    | Emilio Estefan Jr. · Ricardo Gaitán · Alberto Gaitán | Emilio Estefan Jr. · Ricardo Gaitán · Alberto Gaitán | 3:34     |  |
| 16.                | «Vueltas da la vida» | Emilio Estefan Jr. · Ricardo Gaitán · Alberto Gaitán | Emilio Estefan Jr. · Ricardo Gaitán · Alberto Gaitán | 3:38     |  |

| Bonus DVD |                                                 |                                        |                    |          |  |
| N.º       | Título                                          | Escritor(es)                           | Productor(es)      | Duración |  |
| 1.        | «90 Millas: The Documentary» (English version)  | Emilio Estefan Jr. · José Maldonado    | Emilio Estefan Jr. | 25:04    |  |
| 2.        | «90 Millas: El Documental» (Spanish version)    | Emilio Estefan Jr. · José Maldonado    | Emilio Estefan Jr. | 25:04    |  |
| 3.        | «No Llores» (Music video)                       | Emilio Estefan Jr.                     | Emilio Estefan Jr. | 4:10     |  |
| 4.        | «Behind the Scenes of No Llores»                | Emilio Estefan Jr.                     | Emilio Estefan Jr. | 2:08     |  |
| 5.        | «Essential Featurette...A Career Retrospective» | Gloria M. Estefan · Emilio Estefan Jr. | Emilio Estefan Jr. | 12:52    |  |

'Datos adicionales'
- Algunas pistas fueron originalmente planeadas para estar en el álbum, pero luego fueron omitidas: "No Voy A Trabajar", "Tratare De Olvidarte" y "Vueltas Da La vida. Pero más tarde "Vueltas Da La Vida" fue confirmada por SonyBMG como pista extra en la versión japonesa del álbum junto con una nueva canción titulada "Al Verte Partir".

- Además, el título original de algunas canciones fueron cambiados: "Píntame" fue cambiado por "Píntame De Colores", como "Esperando" fue cambiado finalmente a "Esperando (Cuando Cuba Sea Libre)".

## Posiciones
| País           | Charts (2007)              | Máxima Posición |
| -------------- | -------------------------- | --------------- |
| México         | AMPROFON Top 100           | 3               |
| Colombia       | Mixup Top 100              | 13              |
| Chile          | Top Charts Albums          | 9               |
| Argentina      | Top 20 Albums CAPIF        | 18              |
| Puerto Rico    | Latin Albums               | 2               |
| España         | Top 100 PROMUSICAE         | 3               |
| Estados Unidos | Billboard Latin Pop Albums | 2               |
| Estados Unidos | Billboard Top Latin Albums | 1               |
| Estados Unidos | Billboard Tropical Albums  | 1               |

### Sucesión y posicionamiento
| Predecesor: Todo cambió de Camila                | U.S. Billboard Top Latin Albums — Álbum N°. 1 (Primera vuelta) 6 de octubre de 2007 - 19 de octubre de 2007   | Sucesor: Recuerdos del alma de Los Temerarios |
| Predecesor: Recuerdos del alma de Los Temerarios | U.S. Billboard Top Latin Albums — Álbum N°. 1 (Segunda vuelta) 27 de octubre de 2007 - 2 de noviembre de 2007 | Sucesor: Recuerdos del alma de Los Temerarios |

| Predecesor: El cantante de Marc Anthony | U.S. Billboard Tropical Albums — Álbum N°. 1 6 de octubre de 2007 - 23 de noviembre de 2007 | Sucesor: Bachata #1's de Varios artistas |

## Fechas de lanzamiento
| Región         | Fecha                    | Formato |
| -------------- | ------------------------ | ------- |
| España         | 17 de septiembre de 2007 | CD      |
| Mundialmente   | 17 de septiembre de 2007 | CD      |
| Japón          | 18 de septiembre de 2007 | CD      |
| Estados Unidos | 18 de septiembre de 2007 | CD      |
| Tailandia      | 25 de septiembre de 2007 | CD      |